# リンチェニア
リンチェニア(学名 Rinchenia)は後期白亜紀に現在のモンゴルに生息したオヴィラプトロサウルス類の獣脚類恐竜の属の一つである。名称は「リンチェンのもの」を意味し、記載者であるリンチェン・バルスボルドの父親への献名である。

## 研究史
タイプ種（唯一知られている種でもある）、リンチェニア・モンゴリエンシス（Rinchenia mongoliensis）は、もともと1986年にリンチェン・バルスボルドによってオヴィラプトル属の種 Oviraptor mongoliensis としてとして記載されたが、1997年にバルスボルドによる再検討によって独立した属を保証するのに十分な有意差があるとされた。リンチェニアという新しい属名は1997年にバルスボルドによって作られたが彼は詳細を記述しなかったため、Osmólska.et al.2004にて使用されるまで名前は裸名の状態であった。

## 形態
リンチェニアは完全な頭骨と下顎、部分的な脊椎、部分的な前肢と肩帯、部分的な後肢と骨盤および叉骨（"ウィッシュボーン"）から構成される単一の標本（GI100/32A）のみが知られている。 リンチェニアはオヴィラプトルと同じ大きさ（体長約1.5mで、骨格のいくつかの特徴、特に頭骨で区別可能な特徴を示している。骨格はオヴィラプトルのものよりも軽量な作りで、華奢であり、化石の保全状態が乏しくオヴィラプトルのとさかは不明瞭である。頭部にはよく保存され、高度に発達し、多くの骨で構成されるドーム状のカスクがありオヴィラプトルのようなとさかがなかった。

## 分類
リンチェニアはオヴィラプトロサウルス類の中でもオヴィラプトルに近縁なオヴィラプトル科に分類され、近年の系統解析ではキチパチと姉妹群であり、基底的なオヴィラプトル科に位置づけられている。

## 参照
1. ↑  Barsbold, R. (1986). "Raubdinosaurier Oviraptoren" [in Russian]. In: O.I. Vorob’eva (ed.), Gerpetologičeskie issledovaniâ v Mongol’skoj Narod−noj Respublike, 210–223. Institut èvolûcionnoj morfologii i èkologii životnyh im. A.N. Severcova, Akademiâ nauk SSSR, Moscow.
2. ↑  Barsbold, R. (1997). "Oviraptorosauria." In: P.J. Currie and K. Padian (eds.), Encyclopedia of Dinosaurs, 505–509. Academic Press, San Diego.
3. ↑  Osmólska, H., Currie, P. J., and Barsbold, R. (2004). "Oviraptorosauria." In: Weishampel, D.B., Dodson, P., and Osmólska, H. (eds.), The Dinosauria, Second Edition. California University Press, 165-183.
4. ↑  Fanti F, Currie PJ, Badamgarav D (2012). "New Specimens of Nemegtomaia from the Baruungoyot and Nemegt Formations (Late Cretaceous) of Mongolia." PLoS ONE, 7(2): e31330. doi:10.1371/journal.pone.0031330